# 褚湛之
褚湛之（411年—460年6月29日），字休玄，南朝宋阳翟（今河南省禹州市)人，黄门侍郎褚秀之的儿子，東晉末代皇帝晉恭帝司馬德文皇后褚灵媛的侄子，南朝宋的大臣，官至驸马都尉，著作佐郎。

## 生平
他先是娶了宋武帝的七女始安哀公主为妻，始安哀公主病逝后又和始安哀公主的五姐吴郡宣公主成婚。孝建元年（454年）任中书令、丹阳尹。因为南郡王刘义宣起事，褚湛之被免官入狱。不久，又为尚书左仆射，丹阳尹，尚书左仆射，大明四年五月丙戌（460年6月29日）去世，年五十，谥号为“敬侯”。

## 家庭

### 妻子
- 第一任妻子始安哀公主，宋武帝刘裕的七女儿，病逝。
- 第二任妻子吴郡宣公主，宋武帝刘裕的五女儿。
- 妾郭氏，褚渊的生母。

### 子女
- 褚氏，生母不详，始兴王刘濬的王妃，在刘劭之乱后被赦免。
- 褚渊，郭氏所生，历任著作佐郎、秘书丞、吏部郎，南郡献公主之夫，是个美男子，曾为刘楚玉属意。
- 褚澄，吴郡宣公主所生，南朝时著名的医学家，南齐东昏侯萧宝卷皇后褚令璩之父。